# Incendie de Chicago de 1874
Pour l'incendie de 1871, voir Grand incendie de Chicago.
L'incendie de Chicago de 1874, aussi appelé le « Deuxième incendie de Chicago » (Second Fire of Chicago), a eu lieu le 14 juillet 1874 à Chicago (Illinois, États-Unis). Les rapports sur l'étendue des dégâts varient quelque peu, mais les sources s'accordent généralement à dire que l'incendie a brûlé environ 19 hectares (47 acres) dans la moitié sud du quartier d'affaires du Loop, détruit 812 bâtiments et tué 20 personnes.
L'incendie de 1874 a eu lieu trois ans seulement après le Grand incendie de Chicago qui a ravagé plus d'un tiers de la ville en octobre 1871 (300 personnes ont perdu la vie dans la tragédie, 17 500 bâtiments ont été détruits et environ 100 000 personnes se sont retrouvées sans abri).
Le quartier touché par l'incendie de 1874 abritait plusieurs communautés dont une communauté d'immigrants juifs de Russie et de Pologne, ainsi qu'une communauté afro-américaine composée de familles de la classe moyenne ; ces deux communautés ont été déplacées à la suite de l'incendie vers d'autres quartiers de la ville. La plupart de ces familles ont été relogées dans des secteurs moins peuplées du South Side. Ce nouvel emplacement allait avoir un impact majeur sur les futurs modes de logement des Afro-Américains dans la ville. Ces nouvelles communautés finiront par former une longue et étroite chaîne de quartiers connue sous le nom de « Bronzeville ».

## Description

### Origines de l'incendie
Le Grand incendie de Chicago, survenu quelques années plus tôt, a donné lieu à une nouvelle réglementation anti-incendie qui interdisait la construction de bâtiments en bois dans la zone délimitée par la 22th Street au sud, la rivière Chicago au nord, Halsted Street à l'ouest et le lac Michigan à l'est. Les bâtiments en bois existant déjà à l'intérieur de ces limites bénéficiaient d'un droit acquis et des structures temporaires en bois pouvaient être érigées jusqu'à leur remplacement par des structures permanentes plus solides. Les règlements de la ville stipulaient que ces bâtiments "temporaires" devaient être démolis dans un délai d'un an, mais beaucoup sont restés en place.
À Chicago, le 14 juillet 1874 fut une journée sèche et chaude, avec une température supérieure à (32,2 °C). Depuis le début du mois de juin de cette année, il n'est pas tombé une goutte de pluie dans la région de Chicago. Ce déficit pluviométrique, ainsi que les vents forts et chauds soufflants depuis la région des Grandes Plaines au sud-ouest, ont rendu l'incendie de 1874 avec des conditions semblables à celui de 1871.
De plus, l'infrastructure rudimentaire de la ville fut à l'origine de problèmes majeurs. Le système de distribution d'eau du quartier de Cheyenne suffisait à peine à répondre aux besoins des habitants et des entreprises, et les canalisations rouillées et mal bouchées empêchaient l'approvisionnement en eau dont les pompiers de la ville, mal équipés, avaient désespérément besoin.

### Départ de l'incendie
Selon l'article du Chicago Tribune publié le lendemain de l'incendie, le feu a pour point de départ une petite bicoque en bois et une grange occupée par un immigrant juif, Nathan Isaacson, située à côté d'une usine de pétrole, dans le centre du pâté d'immeubles délimité par Twelfth Street, Taylor Street, Clark Street et la Quatrième avenue, une partie de la ville que le Tribune appelle « le quartier Cheyenne » (actuels quartiers de Printer's Row et South Loop).
En raison de vents forts soufflants du sud-ouest, les flammes se sont répandues vers le nord et l'est, atteignant l'angle de Taylor Street et State Street vers 17h30. À 18h, le clocher de l'église méthodiste allemande, à l'angle de Third Street et Polk Street, a pris feu. Les flammes ont ensuite traversées State Street vers 18h30 et se rapprochaient de Wabash Avenue à 19h lorsqu'un conseiller municipal a demandé au commissaire de la police de Chicago Rehm d'utiliser de la poudre à canon pour faire exploser certains bâtiments sur la trajectoire du feu afin de faire office de coupe-feu. Rehm a refusé, disant qu'il n'était pas autorisé à prendre une telle mesure, et le conseiller municipal a fait appel au maire de Chicago Harvey Doolittle Colvin, également sans succès. Finalement, quelques tentatives ont été faites sous la direction de Mark Sheridan, un membre du conseil municipal de Chicago et l'un des commissaires de police de la ville, mais il était trop difficile d'obtenir de la poudre à canon en quantité suffisante dans un délai aussi court, et les quelques bâtiments à ossature de bois qui ont été démolis par ces efforts n'ont guère contribué à ralentir la progression du feu.

### Intervention des pompiers

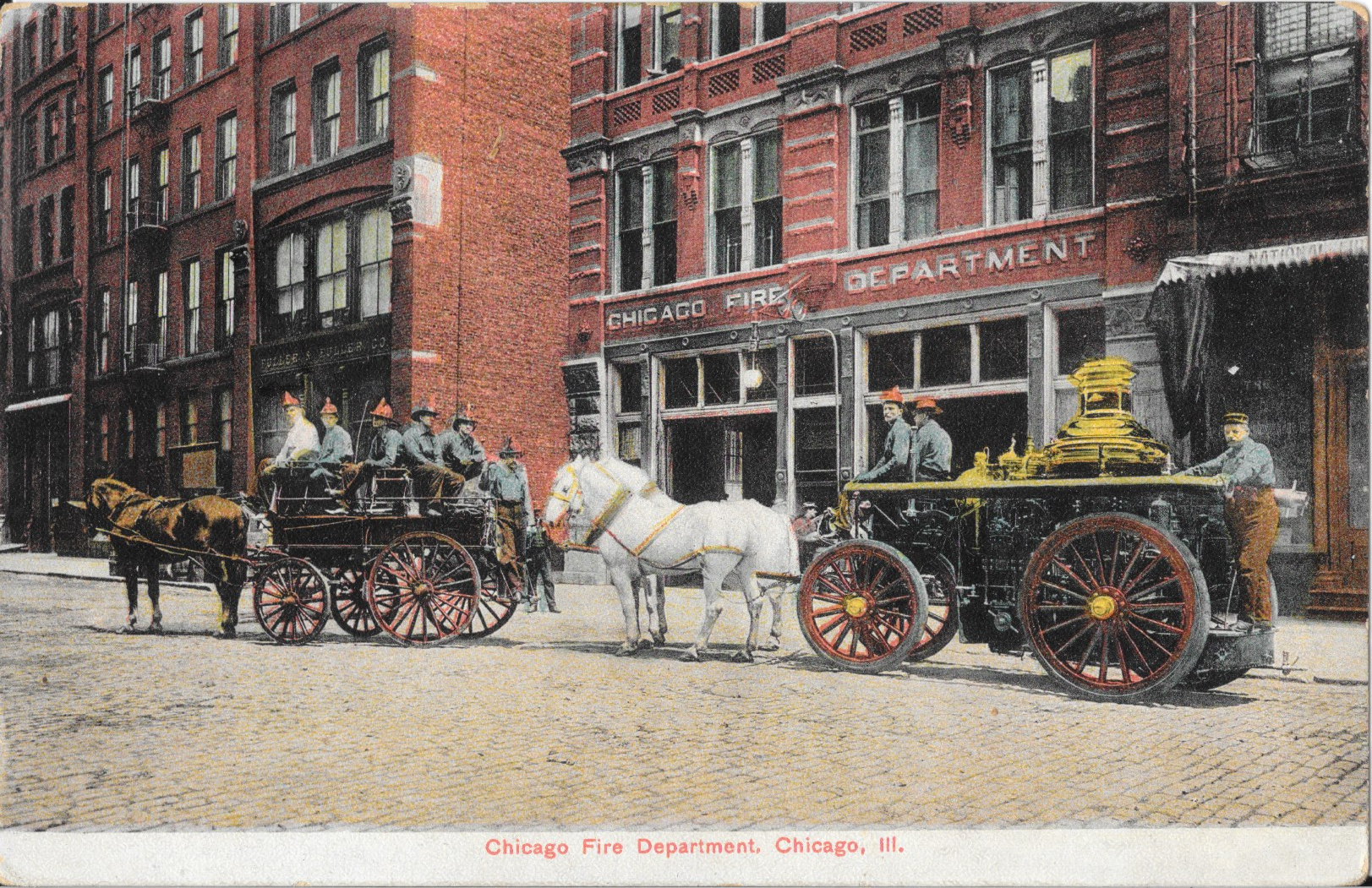
Pompiers de Chicago à l'époque.

Les pompiers de la ville (Chicago Fire Department) ont essayé d'encercler le feu au nord et au sud, en poussant les flammes vers l'est, en direction du lac Michigan, afin de limiter les dégâts. Ce faisant, il semblait à l'époque que cette stratégie garantirait la perte des résidences situées le long du lac, sur Michigan Avenue, mais en fin de compte, les pompiers ont réussi à arrêter presque complètement le feu juste avant que ce dernier n'atteigne l'avenue. À mesure que le feu se déplaçait vers le nord le long de State Street, les observateurs craignaient que le cœur du quartier des affaires de la ville ne soit à nouveau dévasté (comme ce fut le cas lors de l'incendie de 1871), mais juste au nord du St. James Hotel et juste au sud de Van Buren Street, un mur coupe-feu a été maintenu qui a arrêté la progression du feu juste avant le Loop. L'incendie s'est éteint vers minuit, faisant du Michigan Avenue Hotel, le dernier grand bâtiment à être détruit par les flammes.
Les pompiers de Chicago ont été très critiqués à la suite de l'incendie et il y avait des problèmes qui n'avaient pas été résolus depuis le Grand incendie trois ans auparavant. L'Association des citoyens a fait venir le général Alexander Shaler à Chicago pour aider à remédier à cette situation. Shaler, un vétéran décoré de la guerre de Sécession, avait été à la tête du service d'incendie de la ville de New York de 1867 à 1873, et sa visite à Chicago a permis d'apporter d'importantes réformes dans la gestion du service et de restaurer la confiance du public.

### Dégâts matériels

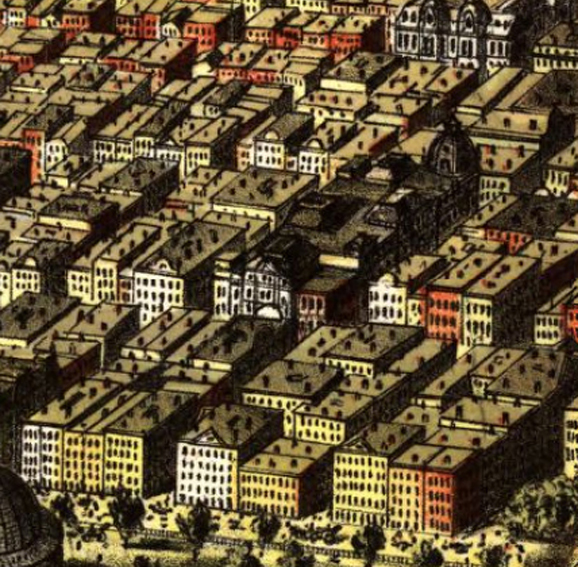
Illustration du centre de Chicago en 1874 et du type de bâtiment touché par l'incendie.

Parmi les principaux bâtiments détruits par l'incendie, figure la First Baptist Church, le Great Adelphi Theatre, le Jones School Building, le Aiken's Theatre, le Michigan Avenue Hotel, le Congress Hall, l'Inter Ocean Building, le St. James Hotel et un bureau de poste qui servait auparavant d'église méthodiste de Wabash Avenue. Parmi les communautés religieuses qui ont perdu leurs lieux de culte figurent la First Baptist Church, la Olivet Baptist Church, la Bethel Methodist Church, la German Methodist Church, la synagogue Kehelath B'nai Sholom et la synagogue Kehilath Anshe Ma'arav.
Le rapport de police provenant du service des enquêtes et des incendies énumère 812 structures touchées par l'incendie. Le feu s'est propagé à travers Clark Street, Fourth Avenue, Third Avenue, State Street, Wabash Avenue, Eldridge Court, Hubbard Court, Taylor Street, Polk Street, Van Buren Street, Michigan Avenue, Congress Avenue, et Harrison Street. Le rapport de la commission d'enquête de la police de Chicago, publié immédiatement après l'incendie, ne contient aucune information sur les pertes individuelles ou les demandes d'indemnisation, mais les dégâts causés par l'incendie était estimé à l'époque à 1 067 260 dollars et les demandes d'indemnisation à 1 860 000 dollars.
Le rapport a réparti la liste des 812 bâtiments détruits ou endommagés en plusieurs catégories, notamment 619 bâtiments à ossature en bois (dont un bâtiment de quatre étages, 21 bâtiments de trois étages, 471 bâtiments de deux étages et 126 bâtiments d'un étage), 190 bâtiments en brique et 3 bâtiments en pierre.
Parmi les bâtiments endommagés, les autorités municipales dénombrent 708 magasins et habitations, 89 granges et étables, 8 églises, 4 hôtels, 1 bureau de poste, 1 école et 1 théâtre.

### Conséquences

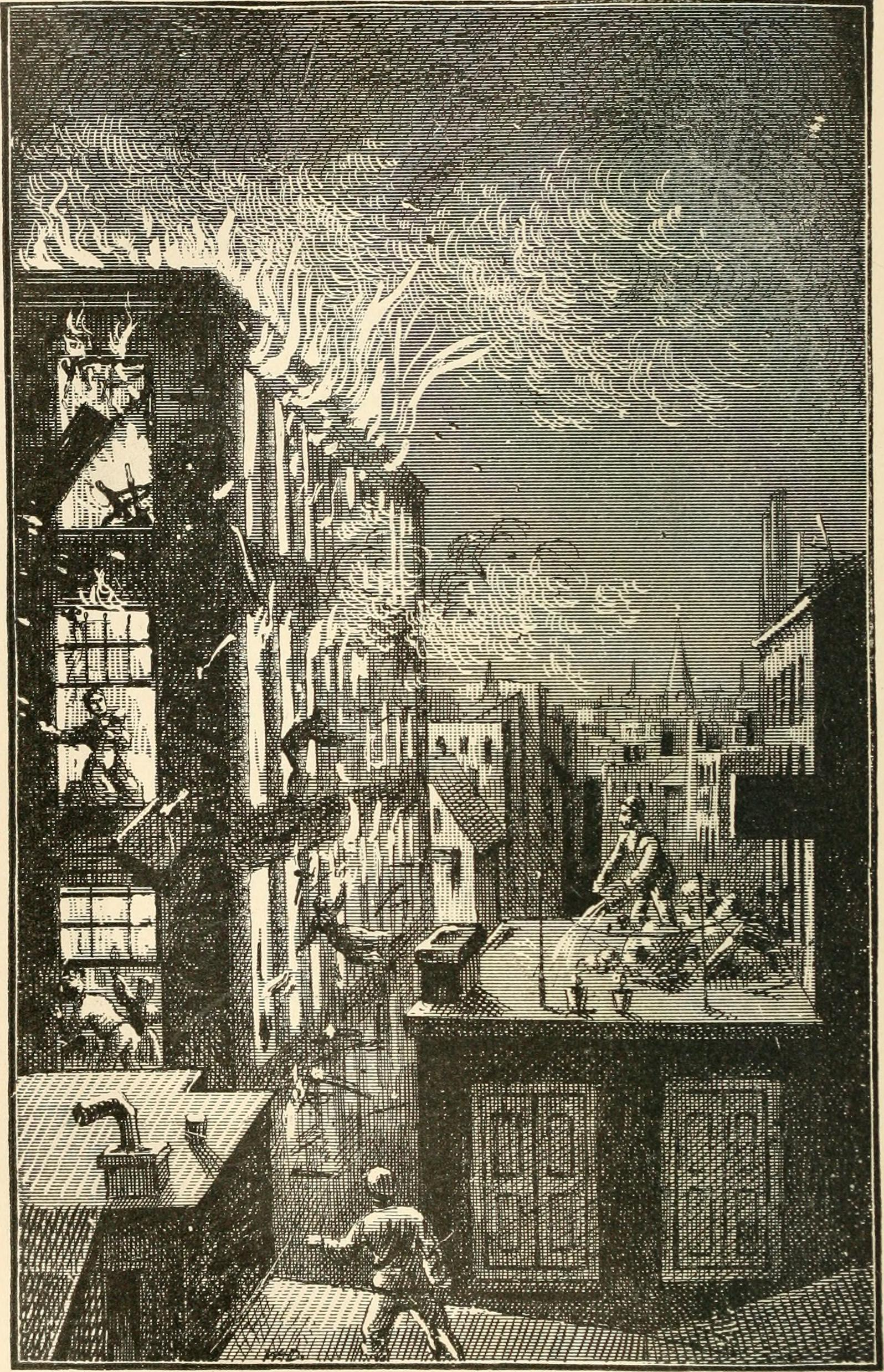
Représentation d'un bâtiment en flammes lors de l'incendie de 1874, par l'illustrateur John Paul.

Deux jours après l'incendie, le Chicago Tribune a publié un article affirmant que les leçons de l'incendie de 1871 n'avaient pas été tirées et appelant à une réforme immédiate pour améliorer la protection contre les incendies dans la ville.
L'incendie de 1874 n'a pas été le plus dévastateur, mais pour les Chicagoans et les autorités municipales il a été l'événement de trop. De plus, le National Board of Underwriters a annulé toutes les polices d'assurance jusqu'à ce que des changements majeurs soient apportés aux codes de construction et de prévention des incendies de Chicago. Ils ont rapidement dressé une liste d'exigences auxquelles les codes de la ville devaient répondre pour que les polices d'assurance incendie soient rétablies.
Le 20 juillet 1874, une ordonnance officielle est adoptée par le conseil municipal de Chicago et stipule que les constructions en bois existantes à l'intérieur des limites de la ville de Chicago ne peuvent, ni être agrandies, surélevées ou rénovées, hormis avec une autorisation spécifique délivrée par le service municipal chargé de la gestion des travaux publics (Chicago Board of Public Works). En outre, aucun bâtiment en bois ne peut être déplacé d'un terrain à un autre à l'intérieur des limites de la ville, mais ces derniers peuvent être transférés dans des zones situées en dehors de Chicago.
Parmi les autres conditions figurent l'interdiction formelle de construire de nouveaux bâtiments en bois à l'intérieur des limites de la ville, la réorganisation structurelle et l'augmentation matérielle et budgétaire du service des sapeurs-pompiers de la ville (Chicago Fire Department), l'augmentation de la taille des conduites d'eau, la création de nouvelles lois sur la sécurité incendie et des codes du bâtiment plus stricts. La sécurité incendie est devenue une priorité pour les autorités de la ville et de nombreux habitants de Chicago.